# (464156) 2014 YK36
(464156) 2014 YK36 es un asteroide perteneciente al cinturón de asteroides, descubierto el 6 de octubre de 2004 por el equipo Spacewatch desde el Observatorio Nacional de Kitt Peak (Arizona, Estados Unidos).